# Plocopsylla viracocha
Plocopsylla viracocha är en loppart som beskrevs av Schramm et Lewis 1987. Plocopsylla viracocha ingår i släktet Plocopsylla och familjen Stephanocircidae. Inga underarter finns listade i Catalogue of Life.